# 伊良德瓦卡斯
伊良德瓦卡斯，是西班牙卡斯蒂利亚-拉曼恰托莱多省的一个市镇。总面积9平方公里，总人口7人（2001年），人口密度1人/平方公里。